# Premio Adelbert von Chamisso
Il premio Adelbert von Chamisso è un premio letterario assegnato ad un'opera in lingua tedesca già pubblicata scritta da autori che non provengono da una nazione di lingua tedesca, esattamente come Adelbert von Chamisso.
Il premio viene conferito dalla Fondazione Robert Bosch a partire dal 1985 (fino al 2005 in collaborazione con l'Accademia bavarese delle belle arti, dal 2006 solamente dalla Fondazione Robert Bosch).
Il primo classificato riceve un premio in denaro pari a 15.000 Euro (2007).
Inoltre vengono conferite anche due borse di studio, ciascuna di 7.000 euro, per le quali vengono presi in considerazione anche testi inediti. 
La comunicazione del nuovo vincitore viene fatta ogni anno alla Fiera del libro di Francoforte.
La consegna dei premi avviene nel mese di febbraio a Monaco di Baviera.

## Vincitori
- 1985 - Aras Ören; Rafik Schami (BdS = Borsa di studio)
- 1986 - Ota Filip
- 1987 - Franco Biondi e Carmine Gino Chiellino
- 1988 - Elazar Benyoëtz; Zafer Şenocak (BdS)
- 1989 - Yüksel Pazarkaya; Zehra Çırak (BdS)
- 1990 - Cyrus Atabay; Alev Tekinay (BdS)
- 1991 - Libuše Moníková; SAID (BdS)
- 1992 - Adel Karasholi e Galsan Tschinag
- 1993 - Rafik Schami; İsmet Elçi (BdS)
- 1994 - Dante Andrea Franzetti; Dragica Rajcić (BdS)
- 1995 - György Dalos; László Csiba (BdS)
- 1996 - Yōko Tawada; Marijan Nakić (BdS)
- 1997 - Güney Dal e José F. A. Oliver; Jiří Gruša
- 1998 - Natascha Wodin; Abdellatif Belfellah (BdS)
- 1999 - Emine Sevgi Özdamar; Selim Özdoğan (BdS)
- 2000 - Ilija Marinow Trojanow; Terézia Mora e Aglaja Veteranyi (BdS)
- 2001 - Zehra Çırak; Radek Knapp e Vladimir Vertlib (BdS); Imre Kertész
- 2002 - SAID; Francesco Micieli e Catalin Dorian Florescu (BdS); Harald Weinrich
- 2003 - Ilma Rakusa; Hussain al-Mozany e Marica Bodrožić (BdS)
- 2004 - Asfa-Wossen Asserate e Zsuzsa Bánk; Yadé Kara (BdS)
- 2005 - Feridun Zaimoglu; Dimitré Dinev (BdS)
- 2006 - Zsuzsanna Gahse; Sudabeh Mohafez e Eleonora Hummel (BdS)
- 2007 - Magdalena Sadlon; Que Du Luu e Luo Lingyuan (BdS)
- 2008 - Saša Stanišić; Michael Stavarič e Léda Forgó (BdS)
- 2009 - Artur Becker; María Cecilia Barbetta e Tzveta Sofronieva (BdS)
- 2010 - Terézia Mora; Abbas Khider e Nino Haratischwili (BdS)
- 2011 - Jean Krier; Olga Martynova e Nicol Ljubic (BdS)
- 2012 - Michael Stavarič; Akos Doma e Ilir Ferra (BdS)
- 2013 - Marjana Gaponenko; Matthias Nawrat e Anila Wilms (BdS)
- 2014 - Ann Cotten; Dana Ranga e Nellja Veremej (BdS)
- 2015 - Sherko Fatah; Olga Grjasnowa e Martin Kordic (BdS)
- 2016 - Esther Kinsky e Uljana Wolf
- 2017 - Abbas Khider; Barbi Marković e Senthuran Varatharajah (BdS)